# Alesa
Alesa – stolica historycznej diecezji w Cesarstwie Bizantyńskim (prowincja Messina), współcześnie we Włoszech. Powstała ok. 600 roku, pierwszym wzmiankowanym biskupem był Calunnioso (wybrany w połowie VII w.). Przestała istnieć ok. 900.
Od 2018 jest katolickim biskupstwem tytularnym.

## Biskupi tytularni
| Lp. | Biskup                 | Funkcja                                | Od             | Do |
| --- | ---------------------- | -------------------------------------- | -------------- | -- |
| 1   | Jorge Esteban González | biskup pomocniczy La Platy (Argentyna) | 5 czerwca 2020 |    |